# Aeroportul Mostépha Ben Boulaid
Aeroportul Mostépha Ben Boulaid (IATA: BLJ, ICAO: DABT) este un aeroport din Batna, Districtul Batna, Provincia Batna, Algeria ce deservește zona Batna. Aeroportul a fost tranzitat în 2020 de 13.692 de pasageri. A fost numit după Mostefa Ben Boulaid⁠(d).
Situat la o altitudine de 823 m, aeroportul dispune de 1 pistă.

## Infrastructură

### Piste
Aeroportul dispune de o singură pistă. Pista 05/23 are suprafața de Bitum. 